# Uniwersytet w Tasmanii
Uniwersytet w Tasmanii (ang. University of Tasmania) – australijski uniwersytet na Tasmanii, utworzony 1 stycznia 1890 uchwałą parlamentu kolonii. Ma trzy kampusy.
Uniwersytet organizuje wymiany studentów z przeszło 40 uczelniami w Europie, Azji i Ameryce Północnej. Jest członkiem Stowarzyszenia Uniwersytetów Wspólnoty Narodów